# Storbritanniens geografi

Karta över Storbritannien

Storbritanniens geografi beskriver staten Storbritanniens geografiska områden.
I svenskt språkbruk kan Storbritannien syfta antingen på landet (som formellt heter Förenade konungariket Storbritannien och Nordirland, kortform: Förenade kungariket) eller ön.
Förenade konungariket Storbritannien och Nordirland består av ön Storbritannien, delar av ön Irland samt många mindre öar och ögrupper. Staten Storbritannien upptar därmed huvuddelen av Brittiska öarna.
Ön Storbritannien är den största av Brittiska öarna. Ön angränsar i söder mot Frankrike genom Engelska kanalen, i väst mot Irland genom Sankt Georgskanalen, Irländska sjön och Nordkanalen, samt i övriga väst och nord genom Atlanten och i övrigt av Nordsjön. Ön Storbritanniens areal är 229 850 kvadratkilometer varav
- England 130 395 km2,
- Wales 20 779 km2 och
- Skottland 78 782 km2.

Det finns ingen punkt i Storbritannien som är längre bort än 120 kilometer från havet.

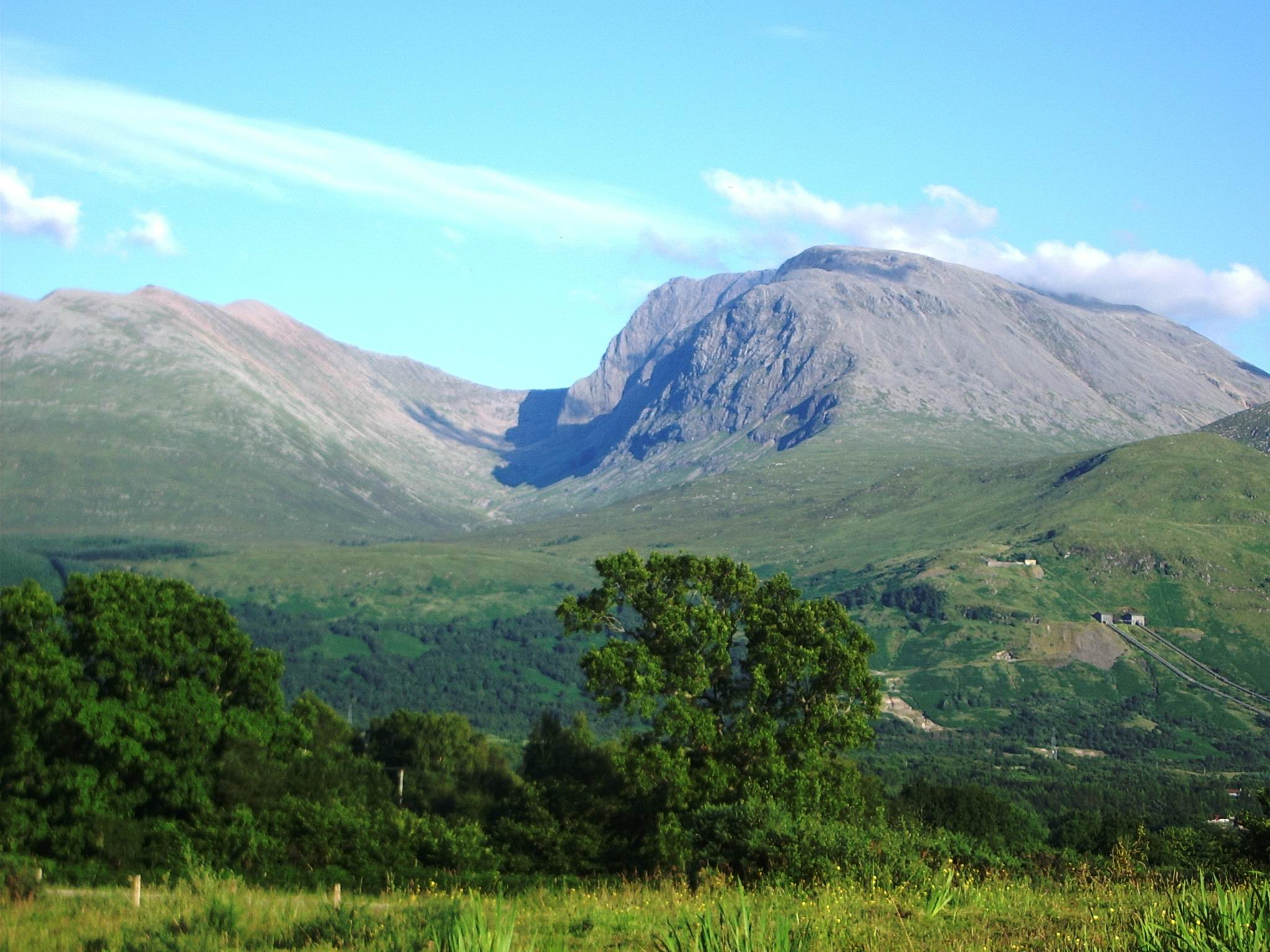
Ben Nevis, högsta punkten i Storbritannien

Följande öar står under den brittiska monarken, men räknas inte som delar av landet Storbritannien:
- Isle of Man 572 km2
- Kanalöarna 195 km2.

Brittiska Antarktis är områdesanspråk i Antarktis.

## Kuster
Den rika kustbildningen, som är störst i västra Skottland, gör att Storbritannien har, med undantag av Grekland, den längsta kuststräckan i Europa. Längden når cirka 5 500 kilometer, där alla småöar och halvöar samt bukter är medräknade – en kustmil per fyra kvadratmil. I genomsnitt har Europa 1 kustmil per 37 kvadratmil land.

## Landskap
I allmänhet är Storbritanniens yta relativt flack, men det finns sex ansenliga bergsområden: Skotska högländerna (The Highlands) och de södra uplands samt i England Penninska kedjan (av keltiskans penno ’berg’), Cumbriska bergen, Wales och Devon-Cornwall som består av flera skilda uplands. Den högsta toppen på hela ön, Ben Nevis i södra Skottland, når 1 344 meter över havet. Det högsta berget i Wales, Snowdon eller Yr Wyddfa (’gravkammare’) når 1 085 meter över havsytan. Den Penninska kedjan hänger i norr hop med Skottlands uplands och Cheviot Hills, och går i sydlig riktning mitt igenom England ned till mellersta Derbyshire och avslutas i Cross Fell (893 meter över havet). Större höjder anträffas i nordväst, på gränsen till Cumberland och Westmorland, förutom i mitten av Penniska kedjan där en grupp bergstoppar, Bow Fell (887 meter över havet), Whernside (745 meter över havet) med flera också reser sig.

## Städer
- London (7 200 000 utan förorter, 13 900 000 med förorter)
- Birmingham (1 000 000, 2 600 000)
- Manchester (420 000, 2 500 000)
- Liverpool (440 000, 1 400 000)
- Glasgow (580 000, 1 200 000)
- Newcastle-upon-Tyne (260 000, 1 100 000)
- Leeds (430 000, 715 000)
- Edinburgh (450 000)
- Cardiff (300 000)
- Swansea (230 000)

## Floder
| Nr  | Flod                | Längd (km) |
| 1.  | Severn              | 354        |
| 2.  | Themsen             | 346        |
| 3.  | Trent               | 297        |
| 4.  | Great Ouse          | 230        |
| 5.  | Wye                 | 215        |
| 6.  | River Ure/Ouse      | 208        |
| 7.  | Tay                 | 188        |
| 8.  | Spey                | 172        |
| 9.  | Clyde               | 172        |
| 10. | Tweed               | 155        |
| 11. | Warwickshire Avon   | 154        |
| 12. | Nene                | 148        |
| 13. | Eden                | 145        |
| 14. | Dee (Aberdeenshire) | 140        |
| 15. | Witham              | 132        |
| 16. | Teme                | 130        |
| 17. | Don (Aberdeenshire) | 129        |
| 18. | Bann                | 122        |
| 19. | Ribble              | 120        |
| 19. | Bristol Avon        | 120        |